# Quatuor Leopolder
Le Quatuor Leopolder München a été créé en 1976 avec les membres suivants :
- Wolfgang Leopolder, 1er violon
- Hiroko Yoshida, 2e violon
- Gerhard Breinl, alto
- Friedrich Kleinknecht, violoncelle

Après avoir remporté le concours de musique de chambre de Colmar, le quatuor a créé des œuvres inédites telles qu'un quatuor de Carl Orff ou un Petit Quatuor de Charles Gounod. Le quatuor Leopolder a été récompensé du Echo pour son interprétation de la musique de chambre de Wolf-Ferrari.
Le groupe s'est dissous en 2007 après plus de trente ans d'existence.